# Успенский собор Киево-Печерской лавры
Собор Успения Пресвятой Богородицы (укр. Собор Успіння Пресвятої Богородиці; в обиходе «Великая церковь») — главный соборный храм Киево-Печерской лавры, «богосозданный» прообраз всех монастырских храмов Киевской Руси, усыпальница киевских князей.

## История

Первоначальный облик Успенского собора, реконструкция Ю. С. Асеева

Заложен в 1073 году по инициативе Феодосия Печерского и построен за три года на средства князя Святослава Ярославовича. Его возведение было овеяно легендами. Постройку и украшение церкви Киево-Печерский патерик связывает с греческими мастерами, пришедшими в Киев из Константинополя по указанию явившейся им во сне с образом храма Богородицы: «Меру же Я послала — пояс Сына Моего». Однако, техника возведения фундамента Успенской церкви в Византии не была известна и никогда не применялась. По мнению М. К. Каргера, легенда об участии греческих мастеров в постройке Печерской церкви Успения Богородицы свидетедельствует о «преднамеренной фальсификации истории Печерской обители». Активнейшим участником строительства в патерике назван племянник Якуна Слепого, знатный варяг Шимон Африканович, от которого позднее выводили своё происхождение многие русские роды — Вельяминовы, Воронцовы, Аксаковы.
Д. С. Лихачёв связывал с возведением Успенского храма начало распространения на Руси почитания Богородицы:

Образ Успенского храма дважды является в воздухе. Один раз над полем битвы, другой — в бурю; оба раза он служит спасению — по воздуху переносится Шимон, и ветром прибивает к берегу корабль Шимона. «Свыше» даются, кроме зрительного образа, и пропорции, и точные размеры храма. Как и во влахернском чуде, «забота» Богоматери ведет к обращению язычников в православие.

П. А. Раппопорт отмечал, что образ Печерской церкви воспринимался на Руси как своего рода канон храмоздательства: «Освященный традицией и легендой о чудесном построении Успенский собор Печерского монастыря стал как бы эталоном храма, и церковные власти несомненно требовали, чтобы общий типологический принцип построения этого собора неукоснительно сохранялся».

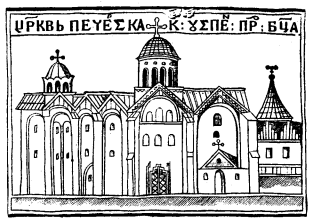
Изображение храма в книге «Беседы Святого Ивана Златоуста» 1623 года

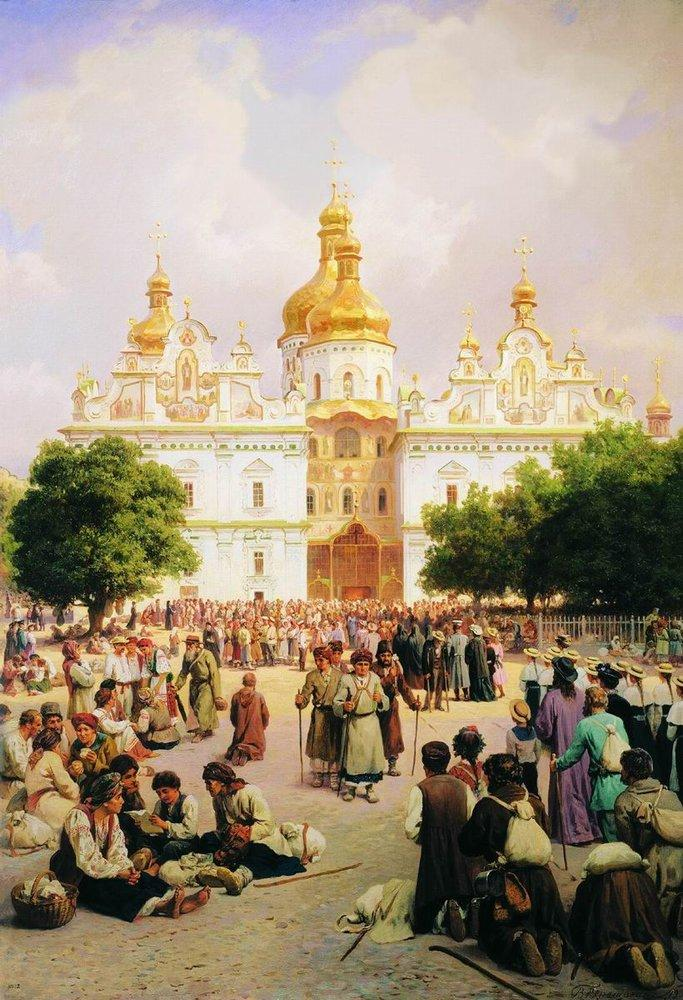
В. П. Верещагин. «Великая церковь Киево-Печерской лавры» (1905)

Храм сильно пострадал от землетрясения в 1230 году, а в 1240 году был разграблен монголами хана Батыя. Собор был отремонтирован в 1470 году, однако уже в 1482 вновь разграблен крымскими татарами хана Менгли-Гирея во время набега на Киев. Впоследствии восстановлен, служил усыпальницей православной литовско-русской знати. Разрушен при сильном пожаре в 1718 году. Восстановлен в 1729 году, расширен и украшен в стиле украинского барокко.
В сентябре 1744 года в храме были благословлены на брак великий князь и будущий император Пётр III Фёдорович и великая княжна и будущая императрица Екатерина II Алексеевна.

### Разрушение
Во время Великой Отечественной войны, 3 ноября 1941 года примерно в 14:30 в Лавре раздался мощный взрыв (или, по некоторым данным, серия взрывов). От Успенского собора остались лишь фрагменты восточной стены, алтарь и два столба.

#### Версия о вине советских войск
Лавра стоит на самой высокой точке Киева, окруженная крепостными стенами, и, таким образом, является отличной оборонительной крепостью. Поэтому подрыв её был бы стратегически важен.
В ноябре 1941 года Киев уже в течение полутора месяцев был оккупирован нацистами. За это время был уничтожен Крещатик — советские войска, оставляя город в сентябре, заминировали немало важных сооружений. В октябре немецкие саперы разминировали Оперный театр, Педагогический музей, Госбанк, Университет, Владимирский собор и другие большие здания. Немецкие власти утверждали, что врыв Успенского собора был продолжением этих событий. Того же мнения придерживались представители украинской интеллигенции, жившие в оккупированном Киеве. Разрушение Успенского собора нацисты использовали в своей пропаганде.
Известный советский кинорежиссёр Александр Довженко тоже считал, что Успенский собор взорвали «свои». Сразу после изгнания врага он оказался в Киеве и по горячим следам расспросил многих жителей. В «Дневнике» записал: «Не немцы уничтожили центр нашей истерзанной столицы, а мы сами … И Лавру взорвали».

#### Версия о вине германских войск

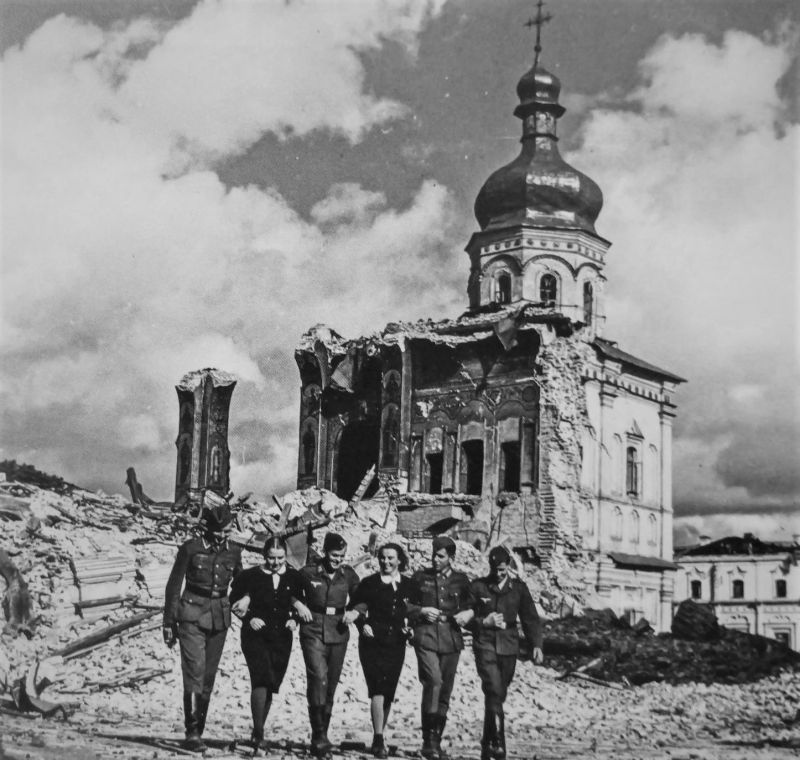
Руины Успенского собора после взрыва в 1942 году

Согласно материалам советской Чрезвычайной государственной комиссии, фигурировавшим на Нюрнбергском процессе, взрыв совершили немецкие оккупационные войска. Согласно данным коммисии перед разрушением храма под руководством рейхскомиссара Эриха Коха был осуществлён массовый вывоз ценностей храма, среди них литой серебряный престол из алтаря, серебряные царские врата, серебряные ризы, снятые с икон, серебряные гробницы, Евангелия в драгоценных окладах, собрание тканей и парчи, а также около 2 тысяч драгоценных предметов. В те же дни теряется след древней иконы Печерской Богоматери, давшей название всей Киево-Печерской лавре. Согласно данной версии, подрыв Успенского собора был произведён в целях сокрытия следов его разграбления.
Версии причастности советских войск или партизан опровергаются не только фактами массового вывоза ценностей и массового выселения жителей из района Лавры оккупационными войсками непосредственно перед взрывом, но и тем, что взрыв собора был зафиксирован немцами на киноплёнку и попал в официальную кинохронику. В середине 1990-х годов её кадры были найдены в частном собрании в Оберхаузене и присланы в Киев при содействии доктора Вольфганга Айхведе (Eichwede), директора Исследовательского центра по Восточной Европе (Forschungsstellе Osteuroра) Бременского университета, занимавшегося проблемами реституции. Таким образом предполагется, что немецкие власти заранее знали о времени взрыва и дали возможность своему оператору выбрать безопасную точку для эффектной фотосъёмки(на кадрах Лавар до взрыва — сам взрыв — то, что осталось в Лавре после взрыва). В пользу немецкой подрывной акции говорят не только технические ограничения советских радиомин, но и секретный приказ Гитлера командованию полиции и СС от 9 октября:

Никакие священники, монахи или другие местные люди, которые обычно работают там, не имеют права входить в монастырь, который содержится в цитадели Киева. Монастырь ни в коем случае не должен быть местом труда или религиозной деятельности. Должен быть передан полиции и СС, а затем уничтожен или оставлен на их усмотрение.
Известно также про высказывания высокопоставленных нацистских чинов о том, что отсутствие данной святыни ослабит национальное сознание украинцев, а также о необходимости воспрепятствования тому, «…чтобы древние места религиозного культа становились местами паломничества и, следовательно, центрами движения за автономию». Согласно открывшимся в последнее время архивным документам и мемуарам, сами немцы признавали свою причастность к уничтожению Успенского собора. Об этом свидетельствуют воспоминания и признания ряда нацистских руководителей и военных: министра вооружений Альберта Шпеера, начальника группы религиозной политики министерства оккупированных восточных территорий Карла Розенфельдера, офицера вермахта Фридриха Хейера, имевшего сан евангелического священника, обергруппенфюрера СС Фридриха Еккельна, непосредственно руководившего подрывом храма:

Одну из самых знаменитых церквей Киева я застал в руинах. Взлетел в воздух размещавшийся в ней советский склад боеприпасов — так, во всяком случае мне объяснили. Позднее я узнал от Геббельса, что эта церковь была взорвана по приказу рейхскомиссара на Украине Эриха Коха, чтобы уничтожить этот символ украинской национальной гордости. Геббельс рассказал мне об этом с неодобрением: он был в ужасе от жёсткого курса, практикуемого в России. Во время моих первых поездок Украина, на самом деле, была ещё настолько мирной, что я мог проезжать большие леса без специального сопровождения, тогда как полугодом позднее из-за совершенно неправильной политики ост-комиссаров весь регион кишел партизанами.

#### Третья версия
Существует версия, что взрывчатку тайно заложили в августе-сентябре 1941 года минеры 11-го взвода спецназначения, возглавляемого лейтенантом Михаилом Татарским. В воспоминаниях он подтверждает факт минирования Музейного городка. Когда Киев заняли немцы, в центральной части Лавры начались пожары — в разные недели вспыхивали колокольня, Феодосиевская церковь, Архиерейский дом, типография и прочее. Обнаружив под Лаврой взрывные устройства, оккупанты часть их обезвредили. Однако остальную часть — в частности, под Успенским собором — извлечь было невозможно по техническим причинам. Опасаясь, чтобы пожары не стали детонатором, нацисты обезвредили взрывчатку другим способом — взорвали её.

### Восстановление

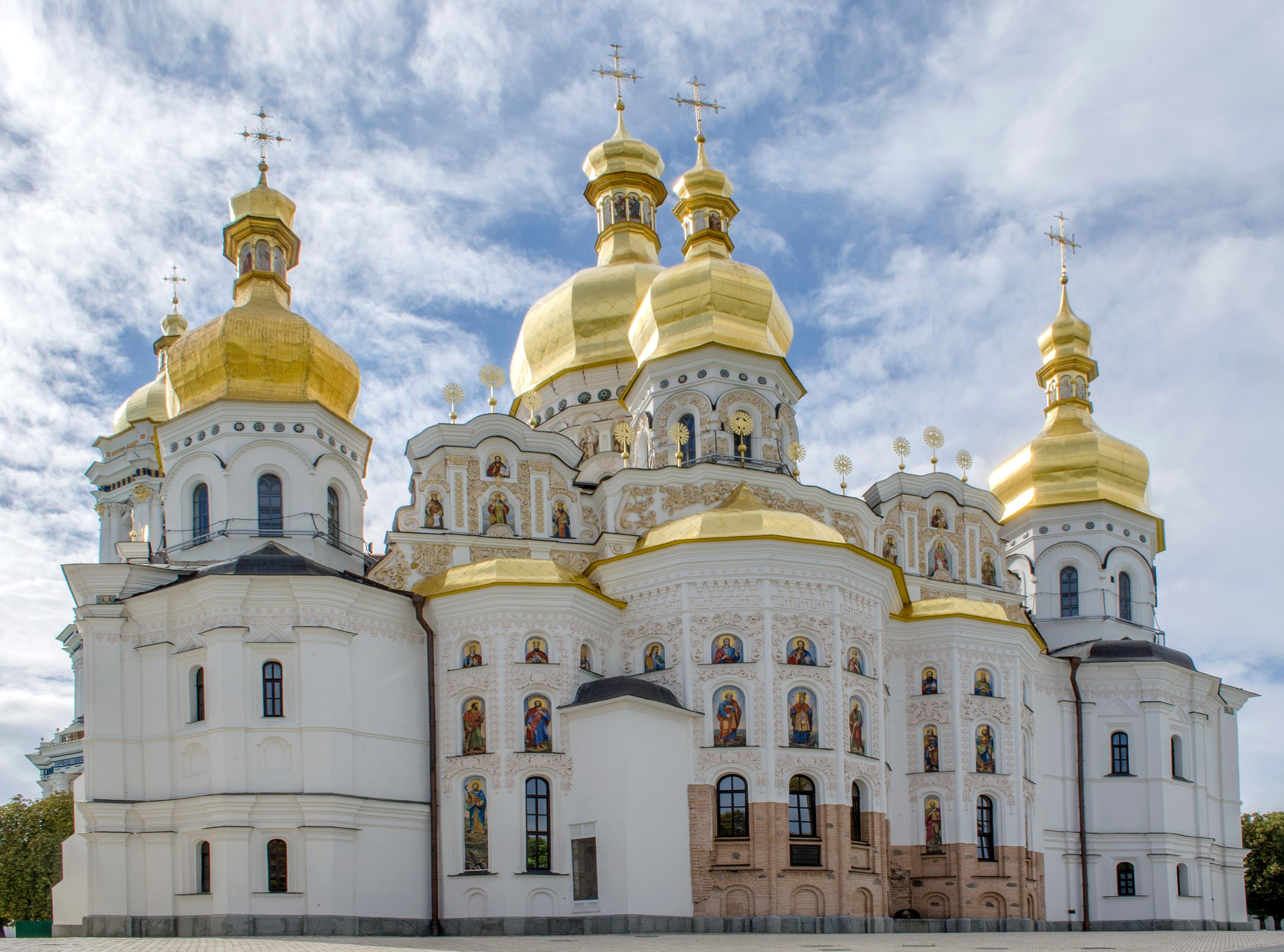
Восточный фасад (с апсидами) воссозданного Успенского собора

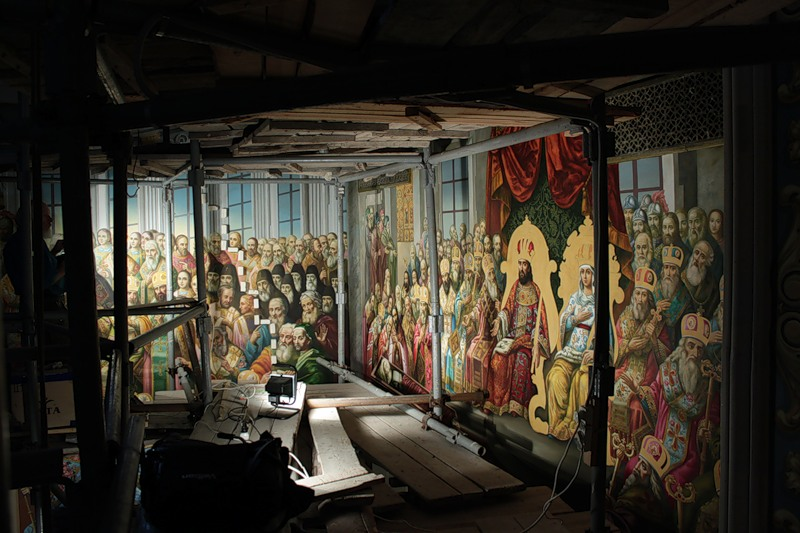
Интерьер Успенского собора в процессе создания новых росписей. Художник Л. Дмитренко за работой

После окончания войны, в 1947 году началась работы по изучению руин и их аккуратной разборке — до Великой Отечественной войны храм так и не был как следует изучен и обмерен, поэтому даже груды развалин, оставшиеся после подрыва собора в 1941 году, представляли огромный научный интерес. Работы сопровождались археологическими раскопками и продолжались вплоть до 1970 года. В 1971 году уцелевшая после взрыва часть собора (придел св. Иоанна Богослова) и выявленные раскопками фундаменты храма были законсервированы и обустроены для экскурсионного показа.
В начале 1980-х годов встал вопрос реконструкции храма. Ввиду полного отсутствия качественных обмерных данных довоенного периода, габариты Успенского собора и характер прорисовки отдельных деталей были определены фотограмметрическим методом. Данная работа была проведена в лаборатории Геодезии и Картографии Географического факультета Киевского государственного университета им. Тараса Шевченко при участии кандидата географических наук С. Б. Хведчени. В результате обработки фотоснимков были получены высокоточные ортогональные проекции планов и фасадов Успенского собора. Данный материал лег в основу проекта восстановления собора, разработанного коллективом одной из мастерских киевского научно-исследовательского института «Укрпроектреставрация» в 1984 году (руководитель — архитектор О. Граужис, инженер А. Антонюк и др.).
Изначально предполагалось восстановить Успенский собор к празднованию 1000-летия Крещения Руси. Однако начавшиеся было строительные работы вскоре были приостановлены из-за протестов представителей научной и творческой общественности. По воспоминаниям очевидцев тех событий, причиной всех недоразумений была недостаточная информированность людей относительно содержания проекта и его технических характеристик. В итоге, время было упущено и к 1988 году удалось лишь вновь утвердить первоначальный проект. Ввиду кризисных явлений в экономике позднего СССР, строительные работы так и не возобновились, и в 1990 г. был убран забор, окружавший стройплощадку.
Вновь приступить к воссозданию Успенского собора удалось только через несколько лет — после обнародования указа Президента Украины Леонида Кучмы от 9 декабря 1995 года о восстановлении Успенского и Михайловского Златоверхого соборов. На этот раз закончить храм было решено к другому юбилею — празднованию 950-летия основания Киево-Печерской лавры, которое должно было отмечаться в 2001 году. В 1998 году начались строительные работы (по проекту архитектора О. Граужиса), которые продолжались два года. Торжественное освящение восстановленного Успенского собора состоялось 24 августа 2000 года под руководством предстоятеля Украинской православной церкви митрополита Владимира. В это время была завершена лишь внешняя отделка храма, работы по росписи интерьеров начались только в 2013 году и продолжаются до сих пор.

## Архитектура
Великая лаврская церковь была одним из самых крупных по размерам памятников древнерусской архитектуры. Это был шестистолпный крестовокупольный одноверхий храм с тремя нефами, которые с востока завершались апсидами. Столпы имели в разрезе форму креста. Подкупольное пространство очень широкое — больше, чем в Софийском соборе. Пропорции ширины к длине храма (2:3) стали каноническими для других храмов древней Руси. Фасады были украшены плоскими пилястрами с полукруглыми окнами между ними. Во внешнем декоре — орнаменты из кирпича (меандровые фризы). В древности к северу храма примыкала квадратная в плане крестильня.
Внутренняя центральная часть была украшена мозаиками (в том числе — Оранта), на остальных стенах была фресочная роспись. По Киево-Печерскому патерику, одним из авторов мозаик мог быть монах Алипий Печерский. После многочисленных перестроек эти творения искусства не сохранились.

## Прочее
В 1998 году под собором были найдены остатки трипольской землянки.